# Living in the Afterglow
| Оценки критиков | Оценки критиков |
| Источник        | Оценка          |
| --------------- | --------------- |
| AllMusic        | [ 1 ]           |

Living in the Afterglow — студийный альбом американской певицы и пианистки Клео Браун, записанный при участии пианистки Мэриэн Макпартлэнд в 1987 году и выпущенный в 1989 году на лейбле Audiophile Records.

## Об альбоме
Клео Браун пела и исполняла фортепианные партии в стиле буги-вуги с 1930-х по 1950-е годы, после она ушла с джазовой сцены и стала выступать исключительно в своей церкви в Денвере. Долгое время Браун пребывала в забвении, пока в 1980-х пианистка Мэриэн Макпартлэнд не пригласила её принять участие в своей радиопередаче «Фортепианный джаз». Эта студийная сессия последовала за записью программы, в ней Макпартлэнд выступила в качестве гостя в нескольких треках. Это был первый и единственный полноформатный альбом Браун, а также её последняя запись.
Для записи альбома Браун выбрала традиционные христианские гимны, а также ряд собственных композиций, как «I’m a Little Old Woman», «Afterglow» и «I’ve Been ’Buked and Disgned».

## Список композиций
1. «I’m a Little Old Woman» (Клео Браун) — 3:05
2. «Without a Song» (Эдвард Элиску, Билли Роуз, Винсент Юманс) — 4:08
3. «Afterglow» (Клео Браун) — 3:01
4. «Down by the Riverside» (народная) — 3:38
5. «High Up on the Mountain» (Клео Браун) — 2:29
6. «Silent Night» (Франц Грубер, Йозеф Мор) — 3:23
7. «I’m Gonna Rise Up Singing» (Клео Браун) — 2:24
8. «Amazing Grace» (Джон Ньютон) — 4:23
9. Medley: «The Old Rugged Cross / Near the Cross» (Джордж Бернард / В. Х. Доэн) — 4:09
10. «A Great Big Wonderful God» (Клео Браун) — 3:21
11. «Marian’s Mood» (Клео Браун, Мэриэн Макпартлэнд) — 4:43
12. «Walk All Over God’s Heaven» (народная) — 2:40
13. Medley: «Fly Away / Army Ait Corp’s Song» (Клео Браун / Роберт Круофорд) — 2:49
14. «Show Me a Rainbow» (Клео Браун) — 3:31
15. «Just a Closer Walk With Thee» (народная) — 4:09
16. «We’re Running, Running, Running» (Клео Браун) — 2:34
17. «I’ve Been 'Buked and Scorned» (народная) — 4:04
18. «I’m Gonna Tell God How You Treat Me» (Клео Браун) — 3:14

## Участники записи
- Клео Браун — вокал, фортепиано
- Мэриэн Макпартлэнд — фортепиано (треки 4, 6, 11, 15)
- Паркер Динкинс — мастеринг
- Билл Оллгуд — запись
- Уэнделл Эколс — продюсер
- Джордж Х. Бак мл. — исполнительный продюсер

Все данные взяты из примечаний к альбому.